# Württembergische Versicherung
Die Württembergische Versicherung AG ist ein Versicherungsunternehmen mit Sitz in Kornwestheim. Sie betreibt das Schaden- und Unfallversicherungsgeschäft. Sie bildet zusammen mit der Württembergischen Lebensversicherung AG und weiteren Gesellschaften die Württembergische Versicherungsgruppe. Beides sind Tochtergesellschaften des Finanzdienstleistungskonzerns Wüstenrot & Württembergische AG.

## Unternehmensgeschichte

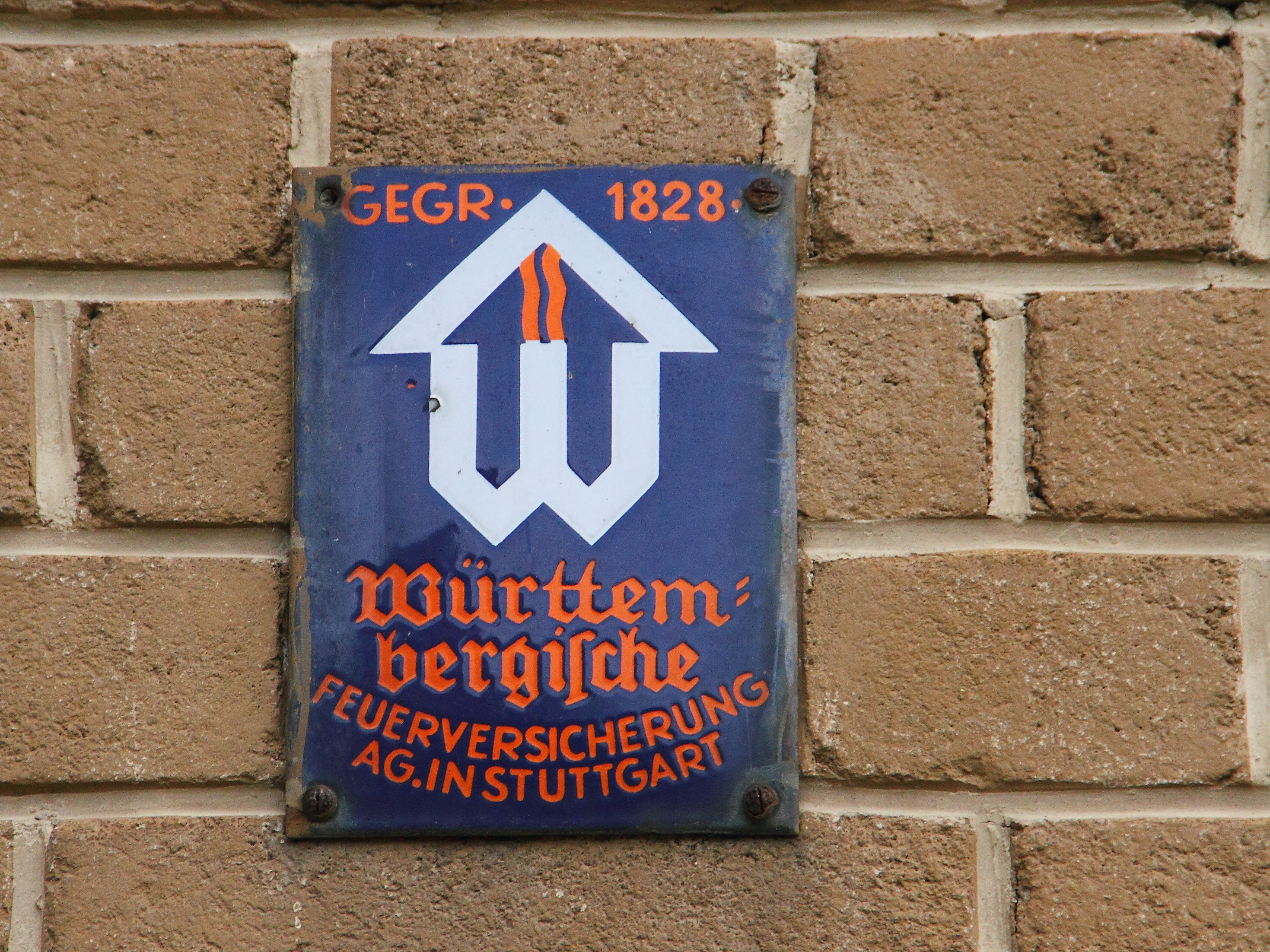
Historische Werbetafel. Häuser, die bei der WürttFeuer versichert waren, trugen dieses Schild.

Die Gesellschaft wurde 1828 unter dem Namen Württembergische Privat-Feuer-Versicherungs-Gesellschaft als erste private Sachversicherungsgesellschaft Süddeutschlands gegründet. Der Name Württembergische Feuerversicherung wurde bis zur Umfirmierung 1991 geführt.
Seit 1923 bestanden enge Geschäftsbeziehungen mit der Allgemeinen Rentenanstalt (ARA) Stuttgart, die 1833 als erste Rentenversicherungsgesellschaft in Deutschland gegründet wurde. Aus der ARA wurde mit Bildung der Württembergischen Versicherungsgruppe 1991 die Württembergische Lebensversicherung AG.
Im Oktober 2017 startet die Online-Marke Adam Riese, das Corporate Startup der W&W Gruppe, als rein digitaler Versicherer den Vertrieb über Vergleichsportale, Makler und die eigene Website. Vertrags- und Schadenanfragen von Kunden werden teilweise durch die Württembergische Versicherung AG abgewickelt.

## Standorte
Die Württembergische Versicherung hat ihren Hauptsitz in Kornwestheim. Weitere Standorte befinden sich in Köln, Hannover, Hamburg, Leipzig und Karlsruhe.

## Kennzahlen

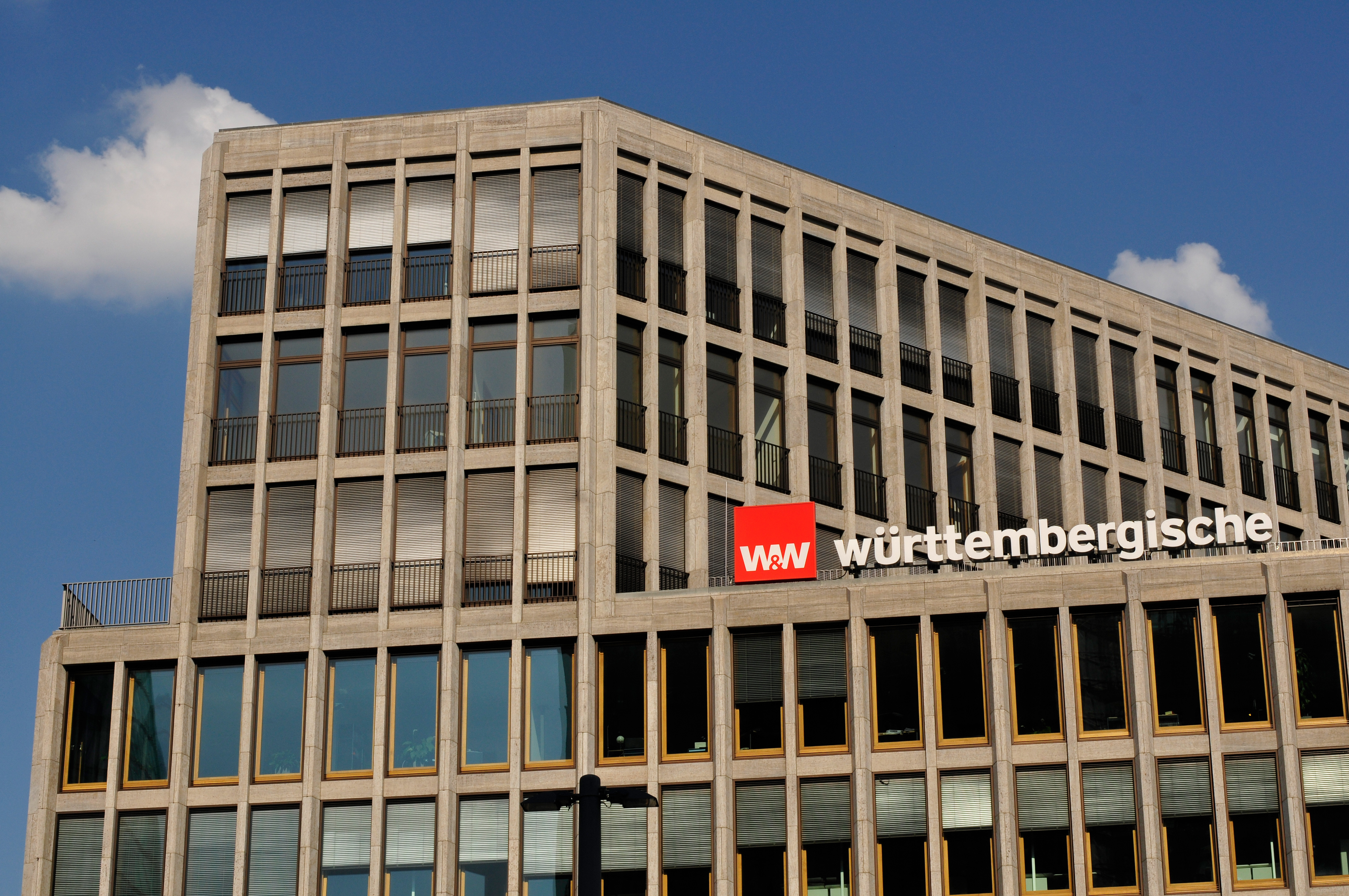
Außenwerbung am Potsdamer Platz Berlin

|                                      | Kennzahlen 2017 | Kennzahlen 2019 | Kennzahlen 2020 | Kennzahlen 2021 | Kennzahlen 2024 |
| ------------------------------------ | --------------- | --------------- | --------------- | --------------- | --------------- |
|                                      | in Mio. €       | in Mio. €       | in Mio. €       | in Mio. €       | in Mio. €       |
| Beitragseinnahmen                    | 1.751,2         | 1.565,1         | 2.055,1         | 2.191,9         | 2.773,1         |
| Aufw. für Versicherungsfälle (f.e.R) | 899,5           | 991,2           | 1.052,4         | 1.083,6         | 1.478,7         |
| Kapitalanlagen                       | 2.699,4         | 2.905,3         | 3.015,1         | 3.151,9         | 3.391,0         |
| Jahresüberschuss                     | 88,0            | 0,0             | 42,0            | 0,0             | 0,0             |
| Mitarbeiter                          | 3.218           | 3.121           | 2.666           | 2.563           | 3.231           |